# Tughril Beg
Tughril Beg (Toghryl Beg, Tughrul Beg, Tughrilbek) (ur. ok. 990, zm. 4 września 1063) – drugi władca z dynastii Seldżuków, założyciel dynastii Wielkich Seldżuków.
Tughril zdobył w 1050 roku Isfahan i założył tam stolicę. W roku 1054 oblegał bez powodzenia Mantzikert. Rok później otrzymał od kalifa bagdadzkiego Al-Kaima tytuł sułtana (z arabskiego as-sultan czyli ten, który ma władzę).